# نافاديخوس
بلدية نافاديخوس (بالإسبانية: Navadijos) هي بلدية تقع في مقاطعة آبلة التابعة لمنطقة قشتالة وليون وسط إسبانيا.

## الديموغرافيا
بلغ عدد سكان بلدية نافاديخوس 56 نسمة عام 2011 (وفقاً للمعهد الوطني للإحصاء الإسباني).
| 67 | 63 | 55 | 54 | 64 | 60 | 56 |